# Combate naval de Puerto Cabello (1823)
El combate naval de Puerto Cabello ocurrió el 1 de mayo de 1823 en las costas de Puerto Cabello, en la actual Venezuela. La flotilla de Ángel Laborde consigue una victoria y puede romper el bloqueo naval del puerto impuesto por la marina de la Gran Colombia al mando del comodoro estadounidense John Danells.

## Antecedentes
Tras largos años de una dura lucha el ejército real de Costa Firme dirigido por Pablo Morillo se queda sin los refuerzos prometidos producto de las convulsiones políticas en España, resultado de la sublevación de Rafael Riego dando paso al Trienio Liberal. Pablo Morillo se retira definitivamente a España, asume el mando Miguel de la Torre y tras la batalla de Carabobo las fuerzas realistas quedan reducidas a la plaza de Puerto Cabello donde todavía resistían en el año de 1823 al mando de Francisco Tomás Morales, pero asediados por tierra y bloqueados por mar. Con la armada española en la ruina y el estado en bancarrota el único refuerzo a los defensores de Puerto Cabello llega desde Cuba y se encomienda a Ángel Laborde ascendido a capitán de navío. Debía romper el bloqueo naval de la escuadra de la Gran Colombia y llevar dos goletas mercantes con provisiones y recursos a Puerto Cabello para hacer frente el asedio.

## Orden de batalla
La armada española iba al mando de Ángel Laborde y estaba formada por la antigua fragata S.M.C. Santa Sabina, botada en Ferrol en 1781, la corbeta S.M.C. Ceres era un barco de origen norteamericano recientemente comprado, y dos goletas mercantes con aprovisionamiento para la plaza. Las dotaciones eran 330 tripulantes en la fragata y 200 en la corbeta. La escuadra de la Gran Colombia estaba al mando del comodoro John Danells, nacido en Baltimore, Estados Unidos, veterano corsario al servicio de la flota de Artigas que entra bajo la órdenes de Brion en 1818. La flota bloqueadora estaba compuesta de tres corbetas, tres bergantines y cuatro goletas armadas. Tenían un número de hombres superior preparados para el abordaje.

## Batalla

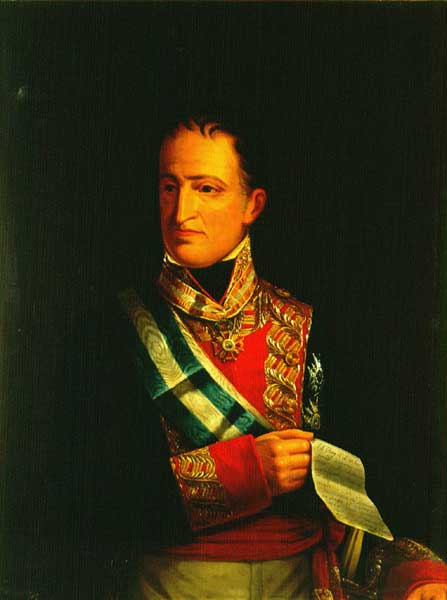
Retrato del capitán Ángel Laborde.

Laborde zarpa de La Habana el 3 de abril con destino a Puerto Rico, donde permanece hasta el 27 de abril, fecha en la que parte a Venezuela divisando las costas de Puerto Cabello al amanecer del 1 de mayo junto a la flota bloqueadora. Laborde maniobra con sus buques de guerra dejando los dos mercantes atrás, y Danells forma con una primera línea encabezada por María Francisca, Carabobo e Independencia, en segunda línea por las goletas armadas, preparadas para el abordaje. La Bolívar evadió el combate. El Vencedor se vio embarrancado accidentalmente y la Pichincha tuvo que acudir en su auxilio. Las goletas españolas cumplen la primera parte de la misión, consiguen evadir el bloqueo y entrar en Puerto Cabello. La corbeta S.M.C. Ceres deja fuera de combate a la Independencia, pero abandona la presa y asimismo escapa de la batalla, le siguen las goletas de Gran Colombia también abandonan la batalla. Entonces la Ceres se une a la fragata S.M.C. Constitución, que aguantaba sola contra las dos corbetas de Gran Colombia, que habían intentado el abordaje siendo rechazado con 3.000 cartuchos de fusil. La reunión de los buques españoles produce un cambio en el balance de fuerzas que termina por decidir la batalla, capturando ambas corbetas, María Francisca y Carabobo, y tomando prisioneros a sus capitanes y tripulación.

## Consecuencias
La victoria naval de Ángel Laborde no solo consigue salvar la plaza de Puerto Cabello, dando oportunidad a Morales de llevar adelante su campaña de Occidente que termina en el malogrado intento de Maracaibo, sino que permite disputar el control naval en el Caribe y desbaratar los planes de la Gran Colombia de insurreccionar Puerto Rico y Cuba.